# Zadoque
Zadoque (em hebraico: צדוק, transl. Tsadoq, que significa "Justo"), conforme a tradição bíblica foi Sumo Sacerdote de Israel, sucedendo a Abiatar, filho de Aimeleque.
Zadoque era filho de Aitube, filho de rei Amarias e descendente de Eleazar, filho de Aarão.
Abiatar, filho de Aimeleque, foi exilado por Salomão por ter favorecido, depois da morte de David, as pretensões de Adonias ao trono de Israel. Zadoque foi o sacerdote que o sucedeu.
Ele e Abiatar levaram a arca da aliança para Jerusalém; conforme palavras do rei Davi no livro de II Samuel, ele também era um vidente, o que em termos bíblicos é sinônimo de profeta.
Ele não participou da conspiração de Adonias  e ele e o profeta Natã foram escolhidos pelo rei Davi para ungir Salomão como seu sucessor. Foi o primeiro sumo sacerdote a servir no Templo construído por Salomão.